# ベーベル・エッカート
ベーベル・エッカート (Bärbel Eckert-Wöckel、1955年3月21日-)は、旧東ドイツの陸上競技選手。短距離の選手で、1976年モントリオールオリンピックの女子200mでは、22秒37の記録で、西ドイツのアンネグレート・リヒターを100分の2秒差で下し、金メダルを獲得。1980年モスクワオリンピックでも22秒03の記録で、ソ連のナタリア・ボチナらを下し、2大会連続の金メダルを獲得。さらに、女子4×100mリレーでも、東ドイツチームの一員として2大会連続の金メダルを獲得。合計4つの金メダルを獲得した。

## 自己ベスト
- 100m - 10秒95 (1982年)
- 200m - 21秒85 (1984年)
- 400m - 49秒56 (1982年)

## 主な実績
| 年   | 大会                 | 場所                       | 種目         | 結果 | 記録   |
| ---- | -------------------- | -------------------------- | ------------ | ---- | ------ |
| 1974 | ヨーロッパ陸上選手権 | ローマ(イタリア)           | 4×100mリレー | 金   | 42秒51 |
| 1976 | オリンピック         | モントリオール(カナダ)     | 200m         | 金   | 22秒37 |
| 1976 | オリンピック         | モントリオール(カナダ)     | 4×100mリレー | 金   | 42秒55 |
| 1977 | IAAFワールドカップ   | デュッセルドルフ(西ドイツ) | 200m         | 2位  | 23秒02 |
| 1980 | オリンピック         | モスクワ(ソビエト連邦)     | 200m         | 金   | 22秒03 |
| 1980 | オリンピック         | モスクワ(ソビエト連邦)     | 4×100mリレー | 金   | 41秒60 |
| 1981 | IAAFワールドカップ   | ローマ(イタリア)           | 200m         | 3位  | 22秒41 |
| 1982 | ヨーロッパ陸上選手権 | アテネ(ギリシャ)           | 100m         | 銀   | 11秒20 |
| 1982 | ヨーロッパ陸上選手権 | アテネ(ギリシャ)           | 200m         | 金   | 22秒04 |
| 1982 | ヨーロッパ陸上選手権 | アテネ(ギリシャ)           | 4×100mリレー | 金   | 42秒19 |